# Národní park Galathea
Národní park Galathea se nachází v indickém svazovém teritoriu Andamany a Nikobary. Má rozlohu 110 km² a rozkládá se okolo zálivu Galathea Bay na jižním pobřeží ostrova Velký Nikobar. Záliv a park jsou pojmenovány po dánské lodi Galathea, která zde přistála v devatenáctém století. Původními obyvateli regionu jsou Šompenové.
Národní park byl založen v roce 1992. Spolu s Národním parkem Campbell Bay vytváří oblast Great Nicobar Biosphere Reserve, která je od roku 2013 chráněna UNESCO jako součást programu Člověk a biosféra. Díky dlouhodobé izolaci je zdejší příroda málo dotčená a oplývá množstvím endemitů. Působí zde organizace Andaman Nicobar Environment Team.
Na území národního parku panuje tropické podnebí, srážky v období dešťů přesahují 3000 mm. Roste zde deštný les a na pobřeží mangrovy. Typickými rostlinnými druhy jsou dvojkřídláč, kořenovník, garcínie, kurkumovník a měkýn latnatý. Parkem protékají řeky Galathea a Amrit Kaur, jeho nejvyšším vrcholem je Thullier se 642 m n. m. Doporučená doba pro návštěvu parku je od listopadu do dubna.
Na písčitém pobřeží klade vejce kožatka velká. Žije zde rovněž makak jávský, kaloň nikobarský, holub nikobarský, tabon nikobarský, salangana ostrovní, orlík Klossův, krokodýl mořský, krajta mřížkovaná a krab palmový.
Strategická poloha Nikobar na námořní cestě přes Bengálský záliv a zdejší vhodné přírodní kotviště vedly k návrhu vybudovat v Galathea Bay velký nákladní přístav ICTP (International Container Transshipment Port). Ochránci přírody varují před pravděpodobnými dopady stavby na zdejší unikátní ekosystém.